# Jay Briscoe
Jamin Pugh (Salisbury, Maryland, 25 de enero de 1984-Laurel, Delaware, 17 de enero de 2023), conocido como Jay Briscoe, fue un luchador profesional estadounidense. Trabajó para empresas como Ring of Honor (ROH) de 2002 a 2023, además de haber hecho apariciones para empresas extranjeras como New Japan Pro Wrestling, Combat Zone Wrestling, Pro Wrestling NOAH e Impact Wrestling, entre otras empresas independientes.
Jamin fue dos veces campeón mundial al ser Campeón Mundial de ROH. También fue una vez Campeones en Parejas de la IWGP, una vez Campeones en Parejas de Impact, trece veces Campeones Mundiales en Pareja de ROH, una vez Campeones Peso Pesado Junior en Parejas de la GHC, una vez Campeones Mundiales en Parejas de Seis-Hombres de ROH con Bully Ray y dos veces Campeones en Parejas 6-man NEVER de Peso Abierto con Toru Yano.

## Carrera

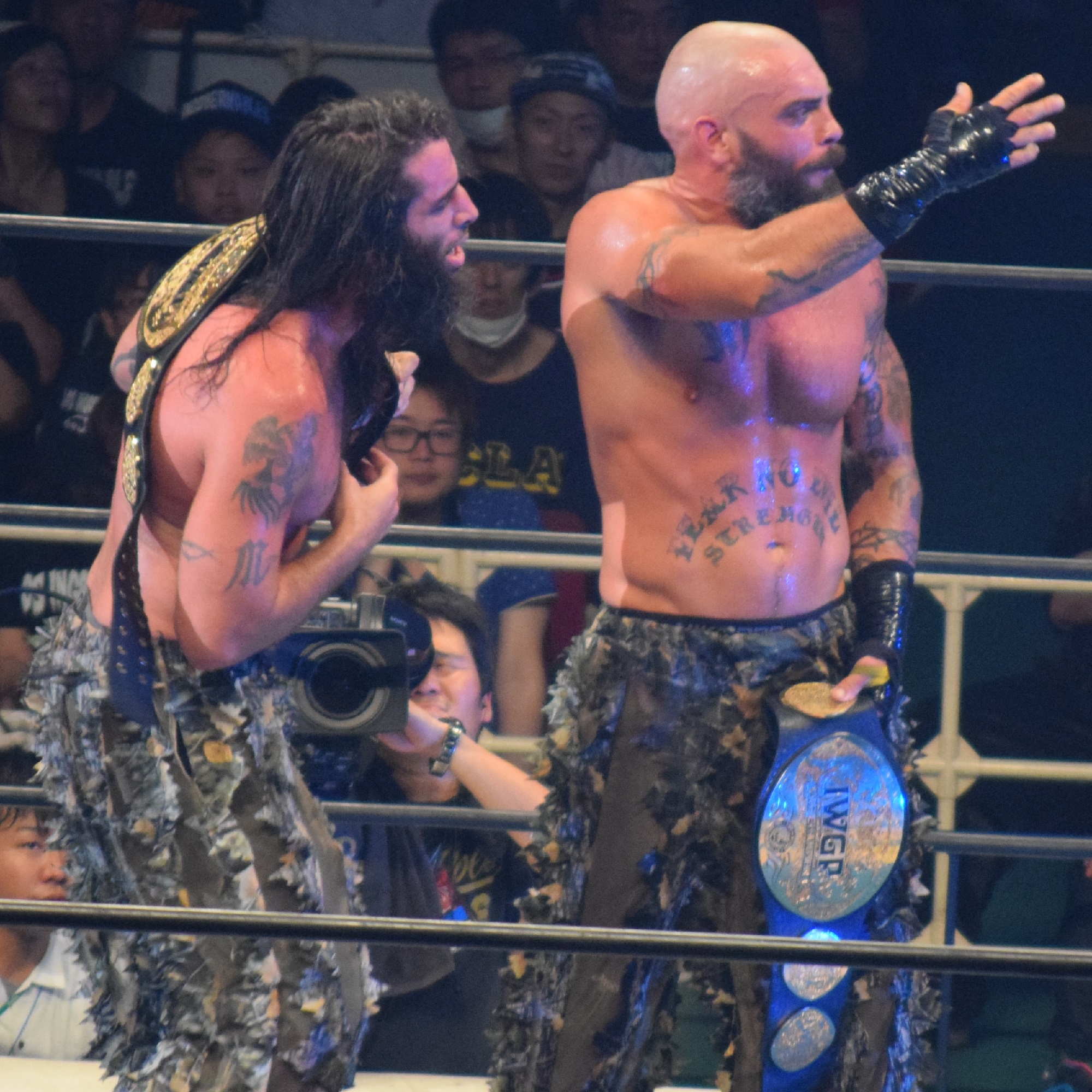
Los Hermanos Briscoe Campeones en Parejas de IWGP

### Combat Zone Wrestling (2001-2003)
Jay y Mark Briscoe hicieron su debut en Combat Zone Wrestling (CZW) el 20 de enero de 2001 durante The Delaware Invasion, participando en un combate de desventaja de tres contra uno contra Trent Acid. En Best of the Best, un programa de CZW en el que los luchadores de peso pesado junior se enfrentaron entre sí en combates intensos, pasó la primera ronda en un combate a tres bandas con Nick Mondo, donde quien tocó el suelo fue eliminado. En la segunda ronda, Jay gana su partido.
Después de perder una oportunidad por el título de parejas en Breakaway Brawl y A New Beginning, Jay y Mark ganaron el campeonato de parejas de CZW el 14 de julio de 2001. En su primer combate para defender el título, lo perdieron ante Johnny Kashmere y Justice Pain. el 28 de julio de 2001 en What About Lobo? Mark quería dejar la lucha libre, pero Jay continuó su carrera en solitario y se enfrentó a Justice Pain por el Campeonato Mundial de Peso Pesado de CZW en September Slam el 8 de septiembre y perdió su combate.
El 15 de diciembre de 2002, en Cage of Death 3, conoció a Nick Gage y Nate Hatred. Jay tienetenía diecisiete años y su hermano Mark solo dieciséis, y como es ilegal en Pensilvania no pueden luchar. Al igual que CZW en varios espectáculos en Filadelfia, The Briscoe se esconde bajo máscaras haciéndose pasar por Midnight Outlaws. Jay y Mark regresan el 12 de abril de 2003, en Best of the Best 3. Jay, después de un ataque durante el Torneo AJ Styles, avanza a las semifinales, donde pierde ante B-Boy. Como equipo, se enfrentaron a Backseat Boyz por el Campeonato Mundial en Parejas de CZW en Truth or Consequences el 14 de junio. En Status Up: Fantastic, perdió ante BLK Jeez.

### Ring of Honor (2002–2023)
The Briscoe Brothers han luchado mucho por Ring of Honor. Jay luchó en el primer programa de ROH, The Era of Honor Begins, perdiendo ante Amazing Red. Mark lo secundó en el ring, pero no podía luchar debido a la ley de trabajo infantil de Pensilvania (la mayoría de los primeros espectáculos de ROH tuvieron lugar en Filadelfia). Jay luchó en cada uno de los siguientes cuatro shows de ROH, contra Spanky, Tony Mamaluke, Doug Williams y James Maritato, perdiendo ante todos menos Mamaluke. En Honor Invades Boston, cuando Mark pudo actuar, derrotó a su hermano en el penúltimo partido de la noche. Los hermanos tuvieron una pelea breve entre ellos, tiempo durante el cual Jay obtuvo una victoria sin título sobre el campeón de ROH, Xavier, en Glory By Honor. Esto le valió una oportunidad por el título en All-Star Extravaganza, que no ganó. En Scramble Madness, de regreso en Boston, la historia de los hermanos los involucró eligiendo a sus propios compañeros para un combate por equipos. Jay eligió al enemigo Amazing Red, mientras que el compañero de Mark era Christopher Daniels, ya que aparentemente se unió a The Prophecy. Daniels cubrió a Red para ganar el combate. La rivalidad de los hermanos entre sí concluyó en el ROH 1st Anniversary Show, cuando Jay derrotó a Mark en un combate, y los dos se abrazaron después para indicar su reunión. Mark nunca dejó explícitamente The Prophecy, pero al formar un equipo con su hermano, dejó de formar equipo con ellos.
Los Briscoe en 2003 se enfrentaron a A.J. Styles y Amazing Red, los campeones del Campeonato de Parejas de ROH, perdieron una lucha por el título en el acto en Night of Champions. Los hermanos participaron en el Gauntlet Match en Glory By Honor 2. Luego pasaron a otras promociones en el circuito independiente como Pro Wrestling Guerrilla y Pro Wrestling Unplugged.
Los Briscoe regresan a ROH en el evento ROH 4th Anniversary Show, derrotando a Tony Mamaluke & Sal Rinauro y Jason Blade & Kid Mikaze en su regreso. Luego volvieron a pelear por el campeonato de parejas, pero al igual que lo habían hecho contra Styles y Red tres años antes, perdieron en tres golpes contra los campeones en ese momento, Austin Aries y Roderick Strong en Ring of Homicide, Destiny, y Unified. Como antes, la historia era que esto les costaba cualquier oportunidad por los cinturones mientras esos campeones los tuvieran. Fue en esta época que los hermanos se convirtieron en ejecutores del personaje de Jim Cornette como comisionado de ROH, peleando batallas contra sus enemigos, especialmente Homicide y su compañero Samoa Joe en Glory By Honor V: Night Two y en todo vale, las caídas cuentan en cualquier lugar. partido de eliminación en Dethroned.

### New Japan Pro-Wrestling (2016–2019)
A través de la relación laboral de ROH con New Japan Pro-Wrestling (NJPW), los Briscoe hicieron su debut en NJPW el 4 de enero de 2016 en Wrestle Kingdom 10 en el Tokyo Dome, donde se unieron a Toru Yano para derrotar a Bullet Club (Bad Luck Fale, Tama Tonga y Yujiro Takahashi) para convertirse en los primeros Campeones en Parejas de Peso Abierto 6-Man NEVER. A través de su afiliación con Yano, los Briscoe también se convirtieron en parte del stable CHAOS. Los tres hicieron su primera defensa exitosa del título al día siguiente contra otro trío del Bullet Club de Fale, Matt Jackson y Nick Jackson. El 11 de febrero en The New Beginning in Osaka, los Briscoe y Yano perdieron los títulos ante Fale, Tonga y Takahashi en su segunda defensa. Los Briscoe y Yano recuperaron el título tres días después en The New Beginning in Niigata. El 20 de febrero en Honor Rising: Japan, los Briscoe y Yano perdieron el título ante The Elite (Kenny Omega, Matt Jackson y Nick Jackson). The Briscoe regresaron a NJPW el 19 de junio en Dominion 6.19 en Osaka-jo Hall, donde derrotaron a Guerrillas of Destiny (Tama Tonga y Tanga Loa) para ganar el Campeonatos en Parejas de la IWGP. Hicieron su primera defensa exitosa del título el 14 de agosto contra el Bullet Club de Hangman Page y Yujiro Takahashi. El 22 de septiembre en Destruction in Hiroshima, The Briscoe Brothers derrotaron a los actuales Campeones en Parejas Peso Pesado Junior de la IWGP, The Young Bucks en su segunda defensa exitosa del título. El 10 de octubre en King of Pro-Wrestling, perdieron el título ante Tonga y Loa.

### Impact Wrestling (2022)
El 1 de abril de 2022 en Multiverse of Matches, The Briscoe Brothers hizo su debut en Impact Wrestling, perdiendo ante The Good Brothers (Doc Gallows y Karl Anderson). El 7 de mayo de 2022, derrotaron a Violent by Design (representado por Eric Young y Deaner) en Under Siege para ganar el Campeonato Mundial en Parejas de Impact por primera vez. El 8 de mayo en Impact!, defendieron con éxito los títulos en una revancha contra Violent By Design. Pero en Slammiversary, perdieron el título contra The Good Brothers.

## Vida personal

### Controversias
En mayo de 2013, Jay provocó una controversia en su cuenta de Twitter, cuando amenazó con «disparar» a cualquiera que intente «enseñar a sus hijos que no hay nada de malo en el matrimonio entre personas del mismo sexo». Anteriormente también había realizado otros comentarios despectivos sobre personas homosexuales en su cuenta de Twitter. Pugh primero se disculpó por el comentario en el sitio web de ROH y nuevamente en un show en casa el 11 de mayo, explicando que los comentarios tenían la intención de reflejar la visión del mundo de Jay Briscoe, «el personaje paleto que interpreta en la televisión», y no las opiniones de Jay Pugh, la persona detrás del personaje. Pugh también accedió a donar su salario completo de los próximos dos espectáculos a la organización benéfica Partners Against Hate (PAH).

## Muerte
El 17 de enero de 2023, Briscoe falleció a los 38 años de edad en un accidente automovilístico ocurrido en Salisbury, Maryland, ocho días antes de su cumpleaños. Sus hijas, que iban en el vehículo con él, sufrieron heridas graves. Su muerte fue anunciada en Twitter por el propietario de AEW y ROH, Tony Khan.

## Campeonatos y logros
- Combat Zone Wrestling

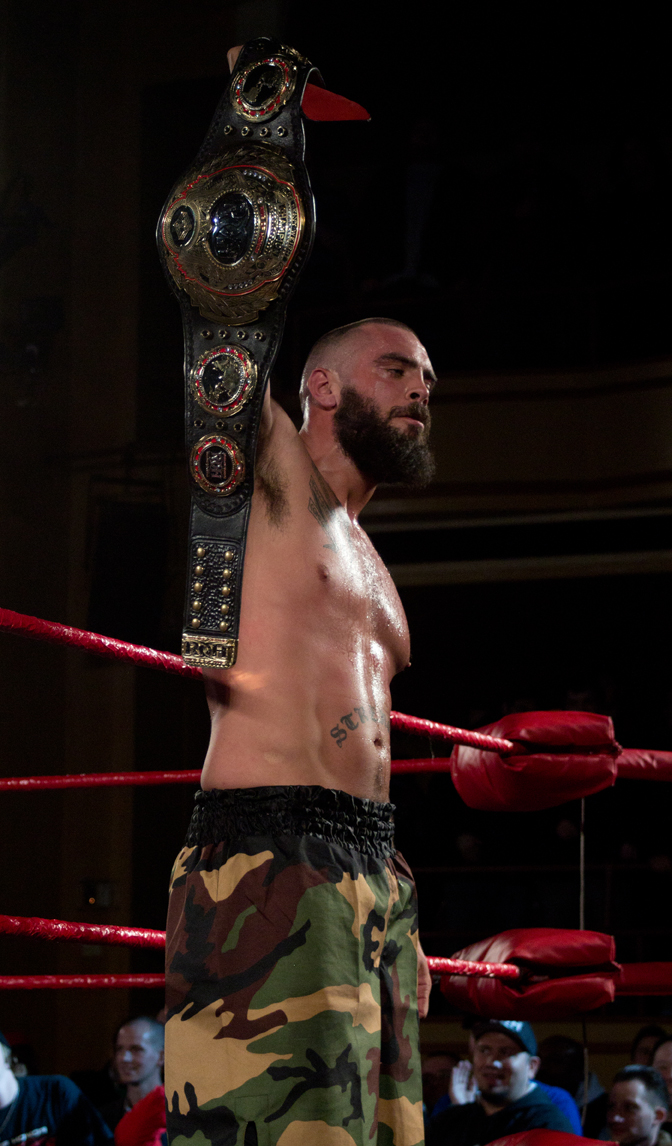
Jay Briscoe es dos veces Campeón Mundial de ROH, así como un récord de nueve veces Campeones Mundiales en Pareja de ROH con su hermano Mark

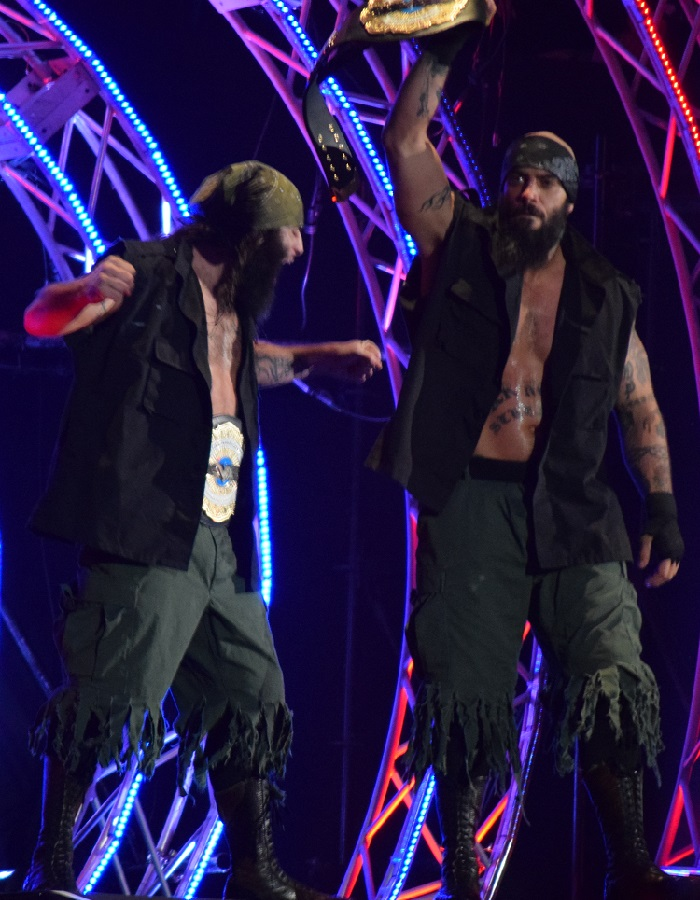
Los Briscoes como los Campeones en Parejas 6-man NEVER de Peso Abierto (con Toru Yano).

  - CZW World Tag Team Championship (2 veces) – con Mark Briscoe

- Full Impact Pro
  - FIP Tag Team Championship (1 vez) – con Mark Briscoe

- Game Changer Wrestling
  - GCW Tag Team Championship (2 veces) – con Mark Briscoe

- House of Glory
  - HOG Tag Team Championship (1 vez) – con Mark Briscoe

- Impact Wrestling
  - Impact World Tag Team Championship (1 vez) – con Mark Briscoe

- New Japan Pro-Wrestling
  - IWGP Tag Team Championship (1 vez) – con Mark Briscoe
  - NEVER Openweight 6-Man Tag Team Championship (2 veces) – con Mark Briscoe y Toru Yano

- Pro Wrestling NOAH
  - GHC Junior Heavyweight Tag Team Championship (1 vez) – con Mark Briscoe

- Pro Wrestling Unplugged
  - PWU Tag Team Championship (1 vez)

- Real Championship Wrestling
  - RCW Tag Team Championship (1 vez)[25][26]
  - RCW Tag Team Championship Tournament (2009)[27]

- Ring of Honor/ROH
  - ROH World Championship (2 veces)
  - ROH World Tag Team Championship (13 veces) – con Mark Briscoe
  - ROH World Six-Man Tag Team Championship (1 vez) – con Bully Ray y Mark Briscoe
  - ROH Year-End Award (1 vez)
  - Tag Team of the Year (2019)[28]
  - ROH Hall of Fame (2022) – con Mark Briscoe[29]

- Squared Circle Wrestling
  - 2CW Tag Team Championship (1 vez) – con Mark Briscoe

- USA Xtreme Wrestling
  - UXW Tag Team Championship (1 vez) – con Mark Briscoe

- National Wrestling Alliance
  - Crockett Cup (2022) – con Mark Briscoe

- 'Wrestling Observer Newsletter
  - Tag Team of the Year (2007)
  - Lucha 5 estrellas (2022) con Mark Briscoe vs. FTR (Cash Wheeler & Dax Harwood) en Supercard of Honor XV el 1 de abril
  - Lucha 5 estrellas (2022) con Mark Briscoe vs. FTR (Cash Wheeler & Dax Harwood) en Death Before Dishonor el 23 de julio
  - Lucha 5.5 estrellas (2022) con Mark Briscoe vs. FTR (Cash Wheeler & Dax Harwood) en Final Battle el 10 de diciembre